# 分極電荷
分極電荷（ぶんきょくでんか、英語: polarization charge）、または束縛電荷（そくばくでんか、bound charge）とは、物質内に束縛された電荷であり、自由電荷、または真電荷に対して用いられる概念である。
誘電体の内部に生じる分極電荷による体積密度（分極電荷密度）は
{\displaystyle \rho _{\text{bd}}=-\operatorname {div} {\boldsymbol {P}}}
で与えられ、分極電荷による電流密度（分極電流密度）は
{\displaystyle {\boldsymbol {j}}_{\text{bd}}={\frac {\partial {\boldsymbol {P}}}{\partial t}}}
で与えられる。この定義から明らかに保存則（連続の方程式）
{\displaystyle {\frac {\partial \rho _{\text{bd}}}{\partial t}}+\operatorname {div} {\boldsymbol {j}}_{\text{bd}}=0}
が成り立つ。
誘電体の表面に生じる分極電荷による面積密度は
{\displaystyle \sigma _{\text{bd}}={\boldsymbol {n}}\cdot {\boldsymbol {P}}}
で与えられる。